# Probosciger
Probosciger is een geslacht van kaketoes (Cacatuidae). Het geslacht telt één soort.

## Soorten
- Probosciger aterrimus – Zwarte kaketoe